# ベダキリン
ベダキリン（Bedaquiline）は商標名のサチュロ（Sirturo）で販売される、活動性結核の治療に用いられる医薬品である。具体的には多剤耐性結核菌(MDR-TB)の治療に用いられ、ベダキリン以外での治療ができない場合に使用される。使用上、少なくとも3種類の結核治療薬と併用するべきである。投与法は経口である。

## 適応症
- 多剤耐性肺結核

## 副作用
よくある副作用は、吐き気、関節痛、頭痛、胸痛などである。重度の副作用にはQT延長症候群、肝機能障害、死亡リスクの増加などがあげられる。妊娠中の人の服用による有害性は報告されていないが、詳しい研究もされていない。

## 作用機序
ベダキリンはジアリルキノリン抗マイコバクテリアに分類される医薬品である。結核菌のF型アデノシン5'-三リン酸(ATP)合成酵素（F型ATPase）に対し、そのプロトンポンプ能を阻害することで作用を示す。細菌の細胞膜に存在するF型ATPaseは多くのタンパク質から成る複合体であり、膜表在性のF1ドメインと脂質膜内のFoドメインで構成される。プロトン化されたベダキリンは、FoドメインにおいてH+透過部位としてはたらくaサブユニットとリング構造をとるcサブユニットの会合部位に結合し、Foドメインの回転を阻害する。こうして複合体のプロトン輸送能が停止する結果、F型ATPaseのATP合成過程自体を停止させる。F型ATPaseは真核生物のミトコンドリア内膜にも存在するが、ヒトのF型ATPaseに対するベダキリンの親和性はマイコバクテリウム属のものへの親和性に比べて約2×104倍以上低く、細菌特異的に阻害作用を示すことが示されている。

## 開発と経緯
ベダキリンが米国で医薬品として承認されたのは2012年であり、日本では2018年に承認された。世界保健機関の必須医薬品リストに掲載されており、最も効果的で安全な医療制度に必要とされる医薬品である。半年分の治療にかかる費用は、低所得国では約900米ドル、中所得国では3,000米ドル、高所得国では約30,000米ドルである。